# Hilde Van Cauteren
Hilde Van Cauteren (Hamme, 10 maart 1967) is een Belgische schrijfster van jeugdboeken. Tevens is zij schrijfdocent en dichteres.

## Biografie
Van Cauteren debuteerde in 2011 als jeugdauteur met Het Naveltheater, een verhaal over een theatergezelschap in een bezette stad.

In De Pigmentroute belicht ze de vluchtelingenproblematiek, terwijl haar derde werk, De Nachtspelers manipulatie en bedrog in de politiek als onderwerp heeft.

Sinds 2006 schrijft Van Cauteren ook poëzie. Van 2009 tot 2016 maakte ze deel uit van het dichterscollectief Pazzi di Parole. In 2011 en 2012 was ze Dorpsdichter van Doel (plaats). Van Cauteren is ook actief bij het collectief Woordwasdraad.

## Prijzen
- 2006 Publieksprijs Gedichtenwedstrijd Vrouwendag (VOK)
- 2011 3de prijs Turing Gedichtenwedstrijd[1]
- 2011-2012 Dorpsdichter Doel